# Josep Maria Bardagí i Freixas
Josep Maria Bardagí i Freixas (Barcelona, 11 d'octubre de 1950 - 24 de febrer de 2001) fou un músic, compositor i intèrpret relacionat amb diversos intèrprets de la Nova Cançó. Va ser fill de Bartomeu Bardagí i Moras (1915-2003) i germà del violinista Pere Bardagí i Freixas.

## Trajectoria artística
El «mestre Bardagí», conegut manyagosament pels seus amics com a Capgròs i pels nens com a Piopa, i casat amb Marga Grima Quintana, va néixer a Barcelona l'11 d'octubre de 1950 i va estudiar música a l'Escola Municipal de Música de Barcelona. El 1965 comença com a professional a la guitarra amb el grup Els Gratsons tocant al Jamboree Jazz Club de Barcelona, en el qual també debuta el pianista i compositor Ricard Miralles, units tots dos a la trajectòria artística de Joan Manuel Serrat.
Col·labora amb diversos intèrprets i autors de la Nova Cançó, com Raimon, Maria del Mar Bonet, que ell acompanya al seu recital a l'Olympia de París l'any 1975, o Francesc Pi de la Serra amb el qual l'uneix una llarga relació personal i professional, col·laborant amb arranjaments i producció per exemple en el seu disc Amunt i avall, dedicat a la memòria d'Ovidi Montllor. També col·labora discogràficament amb Joan Baptista Humet, a cançons com Despiértame al amanecer, Tan viejo o Madreselva, destacant el disc Diálogos de 1975, amb Francesc Burrull, arrangista de Serrat al disc dedicat a Miguel Hernández.
El 1973 Bardagí enceta la seva col·laboració amb Joan Manuel Serrat al disc Per al meu amic, amb arranjaments d'Antoni Ros-Marbà, i fan una girada per Argentina que marca el començament d'una llarga relació professional i d'amistat. Des de 1975 fins a mitjans dels 80, Josep Maria Bardagí ha estat un dels músics més constants i influents en l'obra de Serrat.
El 1975 graven Para piel de manzana, el 1977 Res no és mesquí, disc basat en poemes de Joan Salvat Papasseit, un disc fonamental en l'obra de Serrat. Després arriba el disc 1978 a l'any epònim, publicat en un difícil context socio-polític. Després de Res no és mesquí i 1978 Ricard Miralles torna a fer-se càrrec de la majoria dels arranjaments dels discos de Serrat, però Bardagí es consolida al quartet de músics principals de Serrat. Continuarà aportant els seus arranjaments a Tal com raja (1980), a les cançons Vaig com las aus, Jocs i joguines i És quan dormo que hi veig clar.
La seva versatilitat com a instrumentista li permet de tocar amb igual precisió i talent el llaüt al disc En tránsito, o la cítara a Cada loco con su tema, o els teclats i el baix, com demostra al seu doble disc instrumental de 1998 Bardagí interpreta a Serrat, un dels millors discos de versions dedicats a les cançons de Serrat. A mitjan anys 80, Josep Maria Bardagí desapareix de l'entorn creatiu de Serrat i s'encamina cap a projectes més personals.
Bardagí forma part del fugaç grup de jazz-rock Teverano (1981), amb components d'Iceberg i de Barcelona Traction (banda) juntament a Josep Mas, Kitflus (teclats), Pere Bardagí (violí), Jordi Clua (baix) i Francesc Rabassa (bateria), Bardagí toca la guitarra i la percussió, enregistren un disc LP del mateix nom i un disc senzill. També formarà part del grup acústic Cordes Invisibles.
Bardagí torna a estar amb Serrat al seu disc «brasiler» Sincerament teu el 1986 i el 1989 Bardagí és l'arrangista de Material sensible, i col·labora a la lletra del tema Malson per entregues. A Nadie es perfecto, Bardagí alternarà la guitarra clàssica i l'elèctrica en dos dels temes més emotius del disc: Por dignidad i Entre un hola y un adiós. A Banda sonora d'un temps, d'un país firma els arranjaments dels temes Les floristes de la Rambla, Si jo fos pescador i Anirem tots cap al cel, tema en el que participa també als cors. Josep Mas, Kitflus, s'erigeix, en aquests anys, en director musical de Serrat.
D'altra banda destaca la col·laboració de Bardagí amb altres artistes com Paco de Lucía, Ketama, Rosario Flores i Ana Belén per a la que realitza la cançó A la sombra del león, escrita a mitges amb Joaquín Sabina i inclosa al disc del mateix nom. També ha estat el músic habitual d'Òscar Grillo a les seves pel·lícules d'animació (Klacto Animation London). A tot això s'ha d'afegir l'autoria de les músiques genèriques dels dos parcs temàtics espanyols: Port Aventura i Isla Mágica. Signa cançons de la seva autoria, incloent textos per a Moncho, al seu disc Paraules d'amor, amb lletra i música del tema Nocturn. També produeix el primer disc de Glaucs, grup pop català el cantant del qual és el seu fill Jofre Bardagí. També el seu germà, el violinista Pere Bardagí, ha col·laborat amb Joan Manuel Serrat en diverses ocasions.

## Cinema
Col·labora al món del cinema, concretament a la banda sonora de la pel·lícula Les últimes tardes amb Teresa, dirigida per Gonzalo Herralde, basada en la novel·la homònima de Juan Marsé. Amb el director suís Alain Tanner col·labora a El diari de Lady M. o també amb l'alemany Wim Wenders. L'escriptor Peter Handke el va triar per a la partitura principal de la seva segona pel·lícula titulada Die Abwesenheit. Ein Märchen (L'absència).

## Televisió
Al món de l'escena i de l'espectacle a Catalunya, Bardagí era molt popular. La seva participació a diversos programes de la televisió catalana, fonamentalment de la mà d'Àngel Casas (Àngel Casas Show, Musical Express, Un día és un día, Tal cual, etc.) creant les sintonies i dirigint l'orquesta dels programes. Molt recordada la seva participació en el programa de TV3 Angel Casas Show, de 1984 a 1989 dirigint una orquestra de 25 músics, amb el que obté gran popularitat i és conegut com a «mestre Bardagí».
Amb el grup humorístic Tricicle col·labora posant música a diversos espectacles com Terrífic, Tres estrelles, Xoooof¡, Entretres i la banda sonora de la pel·lícula Palace l'any 1995. Als jocs olímpics de Barcelona 92 va ser el responsable musical de l'obra titulada Maratón, espectacle de cloenda dels jocs i al que també participava el grup Tricicle. A aquest espectacle va dirigir l'Orquestra Ciutat de Barcelona.
Participa en el Centenari de la Fundació del F.C. Barcelona, en el que s'encarrega dels arranjaments sinfònics de l'himne del club, que interpretarà Joan Manuel Serrat a la cerimònia del centenari des del Camp Nou, l'últim arranjament que Josep Maria Bardagí faria per Serrat. El Nadal del 2000, Bardagí va acompanyar per darrer cop amb la seva guitarra a Joan Manuel Serrat en una intervenció del cantautor al programa benèfic La Marató (TV3).
El 24 febrer de 2001 Josep Maria Bardagí mor d'un infart. Serrat i Sabina van ser els impulsors del concert homenatge Sense Bardagí (1) que se li va fer el 28 de juny de 2001 al Palau Sant Jordi de Barcelona, encara que l'angina de pit soferta per Serrat la nit abans li va impedir participar-hi. Al concert hi varen participar finalment Joaquín Sabina, Ana Belén, Víctor Manuel, El Gran Wyoming, Josep Mas, Kitflus, Ricard Miralles i Jofre Bardagí, entre d'altres.